# Cyrtophora cicatrosa
Cyrtophora cicatrosa är en spindelart som först beskrevs av Ferdinand Stoliczka 1869.  Cyrtophora cicatrosa ingår i släktet Cyrtophora och familjen hjulspindlar. Inga underarter finns listade i Catalogue of Life.